# Стубле (Рязанская область)
Сту́бле — село в Михайловском районе Рязанской области России.

## История
Образовано выходцами из Лещенки и Новопанского в начале XIX века..
До 1924 года деревня входила в состав Новопанской волости Михайловского уезда Рязанской губернии.

## Население
| 1859 | 1897  | 1906  | 1929  | 2007 | 2010 |
| ---- | ----- | ----- | ----- | ---- | ---- |
| 970  | ↗1088 | ↗1271 | ↗1546 | ↘201 | ↗210 |

## Этимология
Название, видимо, соотносится с народным географическим термином стубло «корытообразная ложбина с временным водотоком».

## Улицы
- Кадушная
- Слобода
- Новый поселок и Новая это одна улица
- Чибисовка
- Новая